# مولیبدوسن دی کلرید
مولیبدوسن دی کلرید (به انگلیسی: Molybdocene dichloride) با فرمول شیمیایی C۱۰H۱۰Cl۲Mo یک ترکیب شیمیایی است. که جرم مولی آن 297.04 g·mol−1 می‌باشد. شکل ظاهری این ترکیب، پودر قهوه‌ای-سبز است.